# Rewia (tygodnik)
Rewia – tygodnik kolorowy typu yellow, wydawany od 31 marca 2004 roku przez Wydawnictwo Bauer. Pismo jest magazynem ilustrowanym dla kobiet, ze szczególnym uwzględnieniem pań, które ukończyły 50. rok życia.
W części dotyczącej show-biznesu opowiada o polskich gwiazdach telewizji, kina i estrady. Ujawniane są kulisy ich karier i największych sukcesów.
W części poradniczej doradza w kwestiach związanych ze zdrowiem, domem, sprawach prawnych i finansowych, korzystając z fachowej pomocy lekarzy, prawników i ekspertów z innych dziedzinach. Są także krzyżówki z nagrodami. Redaktorem naczelnym tygodnika jest Tomasz Potkaj.